# توتیای دریایی گلگون
توتیای دریایی گلگون (نام علمی: Toxopneustes pileolus) نام یک گونه از رده توتیای دریایی است.